# Brian Easdale
Brian Easdale (Manchester, 10 agosto 1909 – 30 ottobre 1995) è stato un compositore britannico di colonne sonore cinematografiche.

## Premi Oscar Miglior Colonna Sonora

### Vittorie
- Scarpette rosse (1949)